# Хейнекен, Кристиан Фридрих
Кристиан Генрих Хейнекен (нем. Christian Henrich Heineken), иногда Кристиан Фридрих Хейнекен (нем. Christian Friedrich Heineken) (6 февраля 1721 — 27 июня 1725) — вундеркинд, известный как «младенец из Любека», немецкого города. Также являлся младшим братом историка искусств Карла Гейнриха фон Хейнекена.

## Биография
В возрасте 10 месяцев он начал говорить и повторять каждое услышанное слово; в возрасте одного года он знал и помнил все основные события из пяти первых книг Библии; к двум годам он развил память до того, что мог воспроизвести все факты библейской истории; в возрасте трех лет он добавил к своим познаниям мировую историю и географию, сочетая это с изучением латыни и французского языка, интересовался математикой и биологией, а на четвёртом году своей жизни он начал специализироваться на изучении истории церкви и религии.
Родители мальчика, любекский художник и архитектор Пауль Хейнекен и владелица магазина художественных изделий и алхимик Катарина Елизавета Хейнекен, целенаправленно стремились к тому, чтобы о маленьком гении узнал весь мир, поэтому Кристиан постоянно встречался с людьми, заинтересовавшимися этим мальчиком, и часто был в путешествиях. Общественность встречала эти выходы с воодушевлением, однако для семьи и Кристиана это являлось нагрузкой.
Слух о чуде быстро разнёсся среди людей и дошёл до датского короля Фридриха IV Датского, который повелел доставить мальчика в Копенгаген, чтобы лично убедиться в правдивости рассказов. 9 сентября 1724 года Кристиан прибыл на аудиенцию у короля, и был награждён орденом. Король прозвал его «Миракулум» (в переводе с латыни — «чудо»). Хейнекен прочёл перед королём и придворными несколько лекций по истории.
По преданию, он отказался от участия в королевском обеде под предлогом того, что ничего не ест, кроме каш.
Кристиан был очень слабым, держать перо по несколько часов в день было для него чудовищной нагрузкой. Он испытывал сильнейшие боли в мышцах и суставах, страдал бессонницей, и у него совсем пропал аппетит. Мальчика кормили только кашей, что стало позже отражаться на его здоровье и постепенно переросло в болезнь целиакию, на то время ещё неизвестную. Кроме того, у него возникла экстремальная восприимчивость к любым звукам, они причиняли ему боль. Мальчик постоянно плакал и требовал тишины. У него развивалась невротическая чистоплотность. Он всё время просил, чтобы его помыли и переодели.

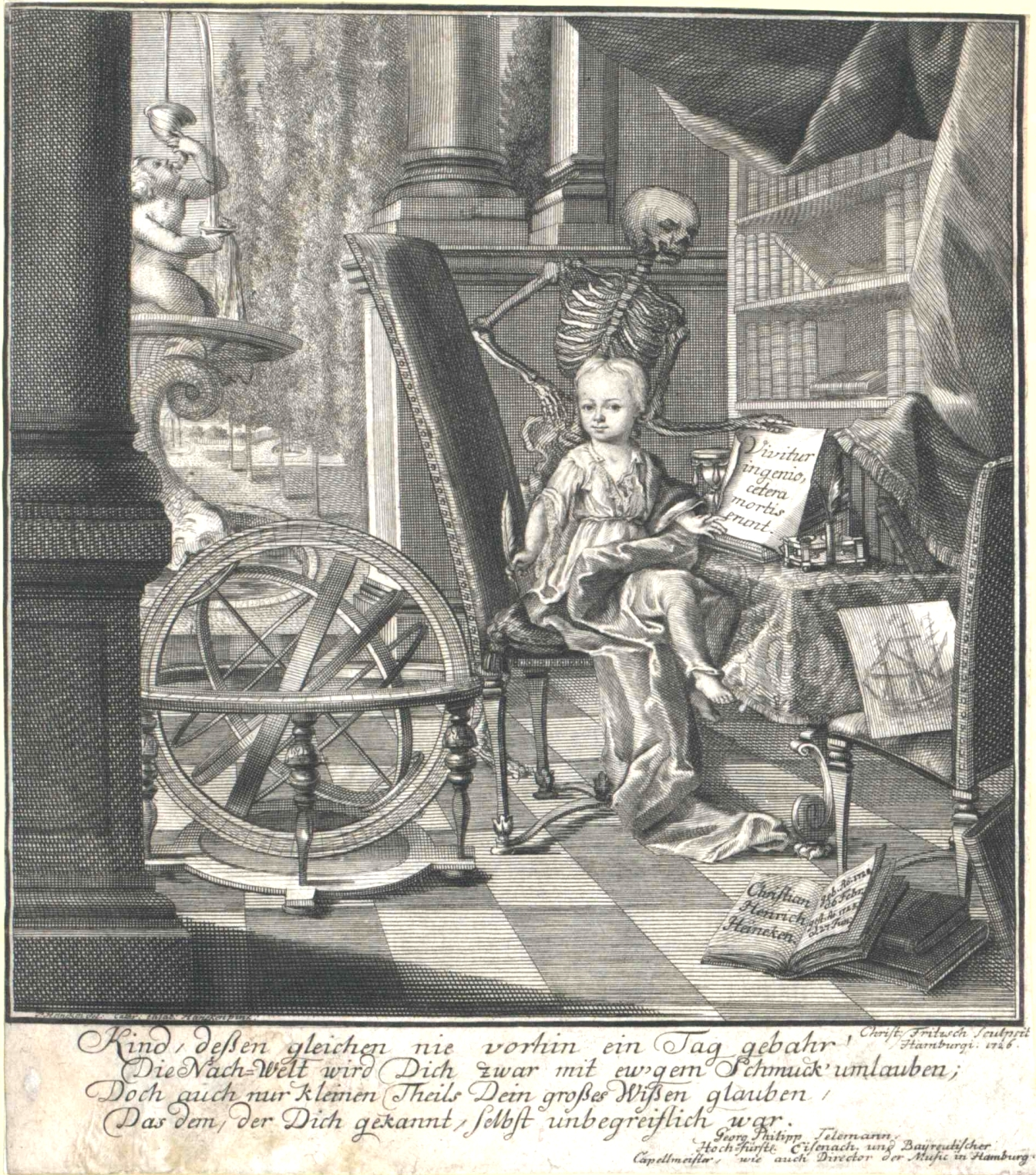
Кристиан Хейнекен. Аллегорический портрет. (Художник Фрич, Кристиан), 1726

В начале июня 1725 года его часто вывозили на повозке на свежий воздух. 16 июня его состояние резко ухудшается, на лице выступают опухоли. Его часами отпевают молитвами и читают Библию. Кристиан проявлял детский фатализм и кротость, а когда мог — перечислял 50 рейнских винных сортов и подвиги великих Самсона и Гедеона. Даже в этом состоянии к нему всё ещё допускают посетителей, которые одолевают всевозможными вопросами. Он с видимым спокойствием предсказал собственную смерть, которая вскоре и забрала его, это произошло 27 июня 1725 года, когда ему даже не исполнилось четыре с половиной года.
27 июня 1725 года, "Миракулум" преждевременно ушёл из жизни дома, в городе Любек. Причина смерти неизвестна. Последними словами маленького Кристиана стали : «Боже Иисусе, забери мой дух…»
Ещё 2 недели после смерти гроб с Кристианом Хейнекеном стоял открытым, и приезжало множество известных людей, высоких чинов. Отец важно играл церемониймейстера и тщательно записывал имена и ранги приезжавших, принимал восхваления в адрес мальчика на немецком, датском, латыни.
Кормилица Софи Хилдебрандт успокаивала Кристиана и помогала ему в течение жизни.

## Память
- Композитор Георг Филипп Телеманн написал несколько стихотворений про короткую жизнь Хейнекена.
- Философ Иммануил Кант упомянул Хейнекена  в своей книге "Антропология с прагматической точки зрения"  как пример преждевременного развития способностей:

 ...преждевременно развитый эфемерный ум вундеркинда (ingeniuin ргаесох), как в Любеке Гейнеке или в Галле Баратьер, — это отклонение природы от своих правил, это редкости для кабинетов естественнонаучных коллекций; хотя их преждевременной зрелости можно удивляться, но часто об этом глубоко жалеют те, кто этому содействовал. 
— Кант И. Сочинения. В 8-ми т. — М.: Чоро, 1994. — Т. 7. — С.257 — ISBN 5-8497-0007-2